# Souriez (Doctor Who)
Souriez (Smile) est le deuxième épisode de la dixième saison de la deuxième série télévisée britannique Doctor Who. Il est diffusé sur la BBC le 22 avril 2017 et en France le 16 septembre 2017 sur France 4.

## Distribution
- Peter Capaldi (VF : Philippe Résimont) : Le Docteur
- Pearl Mackie (VF : Fanny Roy) : Bill Potts
- Matt Lucas (VF : Thierry Janssen) : Nardole
- Kaizer Akhtar : Praiseworthy
- Mina Anwar (VF : Valérie Lemaître) : Goodthing
- Kiran L. Dadlani (VF : Célia Torrens) : Kezzia
- Ralf Little : Steadfast
- Craig Garner : Emojibot
- Kiran Shah : Nate
- Kalungi Ssebandeke : Emojibot

- Version française
  - Société de doublage : Dubbing Brothers
  - Adaptation : Chantal Bugalski
  - Direction Artistique : David Macaluso
  - Chargée de Production : Jennifer Harvey

## Résumé
Dans le futur, au bord de la galaxie, il y a une ville brillante et parfaite. Cette nouvelle installation humaine est censée contenir le secret du bonheur humain. Mais les seuls sourires que le Docteur et Bill peuvent trouver sont sur un tas de crânes souriants. Quelque chose est vivant dans les murs, et les Emojibots regardent de l'ombre. Le Docteur et Bill doivent démêler un mystère terrifiant...

### Continuité
- Le Docteur explique à Bill qu'il a volé le TARDIS.
- Dans Le Pilote, le Docteur mentionnait une « promesse » qu'il avait faite, qui faisait qu'il était incognito sur Terre. Cette promesse est encore mentionnée, sous forme de « serment », par Nardole.
- Le Docteur parle des vaisseaux qui quittent la Terre rendue inhabitable à la suite d'une éruption solaire, un événement déjà mentionné dans l'épisode de 1975 L'Arche dans l'espace et celui de 2010 La Bête des bas-fonds[1].
- C'est le second épisode avec The Happiness Patrol (1988) où des gens sont obligés de sourire sous peine de mort.
- Bill demande au Docteur pourquoi avoir gardé le TARDIS sous la forme d'une cabine téléphonique bleue, après qu'il a fait allusion au circuit caméléon dans Le Pilote.
- Le Docteur dit à Bill que l'Écosse a demandé l'indépendance partout dans l'univers. Cette information est confirmée dans l'épisode La Bête des bas-fonds quand l'Écosse a demandé l'indépendance au Starship UK.
- Le Docteur dit à Bill de ne pas regarder son historique de navigation, il avait dit la même chose à Osgood dans l'épisode Vérité ou Conséquences, deuxième partie.